# Jaroslav Brázdik
Jaroslav Brázdik (* 13. října 1945 úmrtí leden 2025) je bývalý slovenský fotbalista, který nastupoval jako záložník a obránce. Žije v nitranské městské části Kynek.

## Fotbalová kariéra
V československé lize hrál za AC Nitra. Nastoupil ve 26 ligových utkáních, gól nedal. Ve druhé nejvyšší soutěži hrál za Slovan Agro Levice.

## Ligová bilance
| Ročník                                      | Zápasy | Góly | Minuty | Klub               |
| ------------------------------------------- | ------ | ---- | ------ | ------------------ |
| 1. československá fotbalová liga 1973/74    | 15     | 0    | 1 125  | AC Nitra           |
| 1. československá fotbalová liga 1974/75    | 10     | 0    | 632    | AC Nitra           |
| 1. slovenská národní fotbalová liga 1981/82 | 30     | 0    | –      | Slovan Agro Levice |
| 1. slovenská národní fotbalová liga 1982/83 | 14     | 3    | –      | Slovan Agro Levice |
| CELKEM 1. liga                              | 25     | 0    | 1 757  |                    |